# El Prat de Baix (Bigues)
El Prat de Baix és una de les masies històriques de l'antiga parròquia rural de Sant Mateu de Montbui, agregada ja d'antic al poble de Bigues, en el terme municipal de Bigues i Riells, a la comarca catalana del Vallès Oriental.
És a l'extrem occidental del terme municipal, al costat est mateix de la carretera C-59 en el punt quilomètric 18,8, a prop i al sud-est de la masia del Prat de Baix, situada dins del terme municipal de Caldes de Montbui. Queda a prop i al nord-oest del Castell de Montbui.
Està inclosa en el Catàleg de masies i cases rurals de Bigues i Riells.